# 小寺城
小寺城（こでらじょう）は、美濃国池田郡小寺（岐阜県揖斐郡池田町）にあった日本の城。池田山城とも呼ばれる。稲葉塩塵（いなば えんじん）が築き、稲葉氏三代の居城であった。

## 概要
美濃守護の土岐成頼は、西美濃の守りを固めるために稲葉家の祖である稲葉塩塵に命じて築城させた城である。四国の名族である河野氏（越智氏）の一族でもあった稲葉塩塵はその後勢力を増し、同じ美濃国池田郡に勢力を固めていた本郷城の美濃国枝氏を凌ぐようになった。
その後、塩塵の子である通則（）は、1525年（大永五年）の牧田の戦いで戦国大名の浅井亮政と戦い、息子5人と共に戦死した。
通則の子供で唯一残った六男の一鉄（）が代を継ぎ、1575年（天正三年）に大垣の曽根城に居城を移し、小寺城は廃城となる。
なお、城主は、稲葉塩塵（通貞）－ 稲葉通則 － 稲葉一鉄（良通）と三代続いた。

## 場所
形式は「山城」で、山頂部付近の標高270m、比高150ｍ付近の平場が城の跡となっている。尾根を削平した階段状の平坦地や、空堀が残っている。